# Кальтаніссетта
Кальтаніссетта (італ. Caltanissetta, сиц. Nissa) — місто та муніципалітет в Італії, у регіоні Сицилія, столиця провінції Кальтаніссетта.
Кальтаніссетта розташована на відстані близько 510 км на південь від Рима, 95 км на південний схід від Палермо.
Населення — 63 290 осіб (2014).
Щорічний фестиваль відбувається 29 вересня. Покровитель — святий Михайло arcangelo.

## Демографія
Населення за роками:

Станом на 1 січня 2023 року в муніципалітеті офіційно проживало 2997 іноземців з 72 країн, серед них 528 громадян країн Євросоюзу та 12 громадян України.

## Сусідні муніципалітети
- Канікатті
- Делія
- Енна
- Маріанополі
- Маццарино
- Муссомелі
- Наро
- Петралія-Соттана
- П'єтраперція
- Сан-Катальдо
- Санта-Катерина-Віллармоза
- Серрадіфалько
- Сомматіно